# Joan Saubich

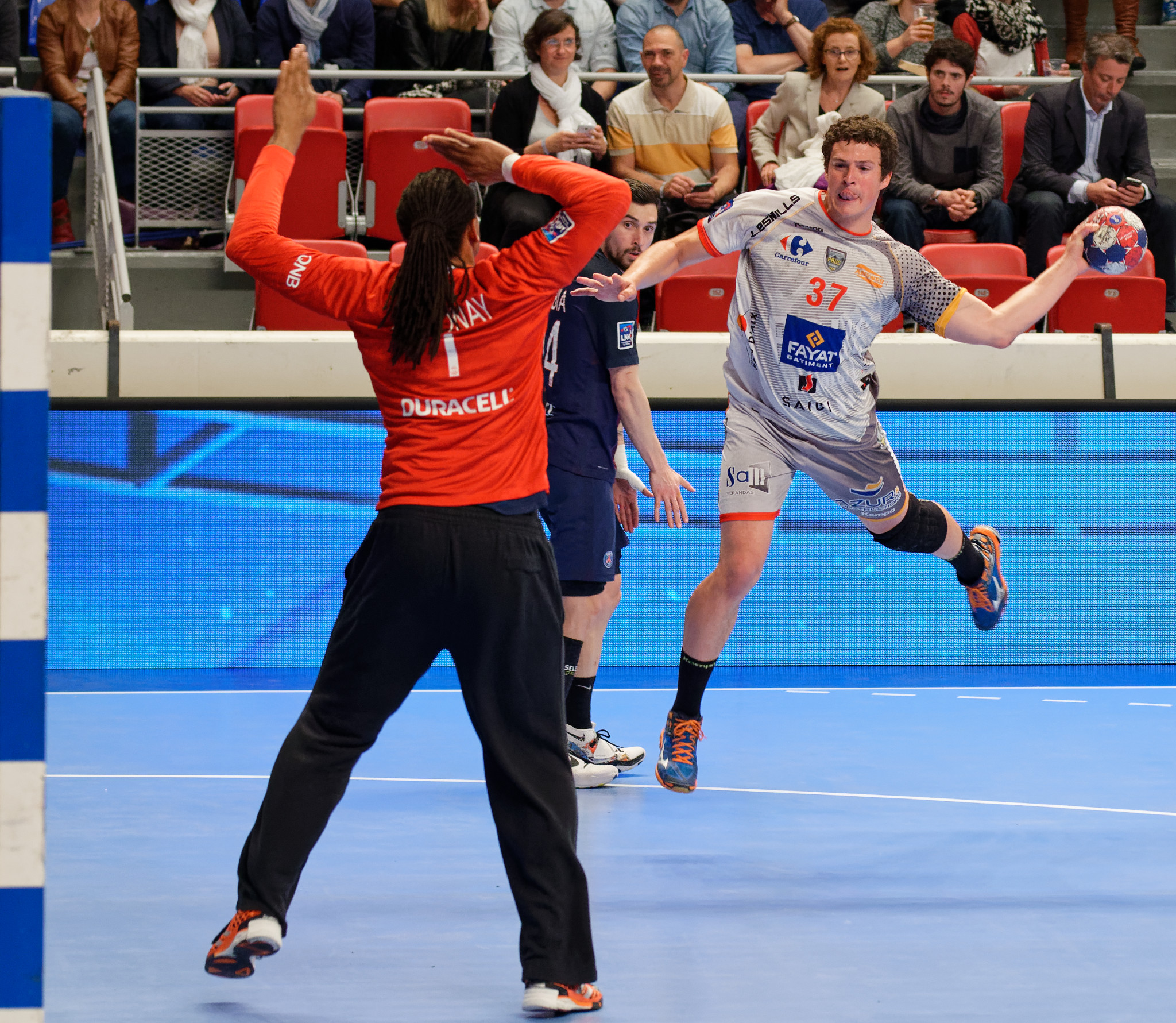
Joan Saubich au tir face à Patrice Annonay, le 2 juin 2016.

Joan Saubich Mir, 7 novembre 1989 à Sarrià de Ter, est un handballeur espagnol évoluant au poste d'ailier droit. 
Formé au FC Barcelone, il est prêté au BM Huesca entre 2009 et 2011 puis entre 2011 et 2013 avant de revenir au Barça où il remporte la Ligue des champions en 2015 et toutes les compétitions nationales pendant deux saisons.
Barré à son poste par le capitaine emblématique Victor Tomas, il est à nouveau prêté en 2015 au Pays d'Aix Université Club handball.
Après une ultime saison au Barça, il met un terme à sa carrière en 2017 à seulement 27 ans.

## Palmarès
Sauf précision, le palmarès a été acquis avec le FC Barcelone.
Compétitions internationales
- Ligue des champions (2) : 2011, 2015
- Coupe du monde des clubs (2) : 2013-14, 2014-15

Compétitions nationales
- Championnat d'Espagne (4) : 2011, 2014, 2015, 2017
- Coupe du Roi (4) : 2009, 2014, 2015, 2017
- Coupe ASOBAL (3) : 2014, 2015, 2017
- Supercoupe d'Espagne (4) : 2007-08, 2008-09, 2013-14, 2014-15